# Nanny (film)
Pour les articles homonymes, voir Nanny.
Pour plus de détails, voir Fiche technique et Distribution.
Nanny est un film d'horreur américain écrit et réalisé par Nikyatu Jusu et sorti en 2022.
La première mondiale du film s'est déroulée le 22 janvier 2022 au Festival du film de Sundance où l'œuvre remporte le prix principal de la compétition américaine de longs métrages.

## Fiche technique
Sauf indication contraire, les informations mentionnées dans cette section peuvent être confirmées par la base de données cinématographiques IMDb,  présente dans la section « Liens externes ».
- Titre original : Nanny
- Réalisation et scénario : Nikyatu Jusu
- Photographie : Rina Yang
- Montage : Robert Mead
- Musique : Bartek Gliniak, Tanerélle
- Costumes : Charlese Antoinette Jones
- Pays d'origine : États-Unis
- Langue originale : anglais, wolof
- Format : couleur
- Genre : horreur
- Durée : 97 minutes
- Dates de sortie :
  - États-Unis : 22 janvier 2022 (Festival du film de Sundance)

## Distribution
- Anna Diop (VF : Fily Keita) : Aisha
- Michelle Monaghan (VF : Ingrid Donnadieu) : Amy
- Sinqua Walls (VF : Sourou Ouadodji) : Malik
- Morgan Spector (VF : Jérémy Bardeau) : Adam
- Rose Decker (VF : Clotilde Verry) : Rose
- Leslie Uggams (VF : Sylvie Genty) : Kathleen
- Olamide Candide-Johnson (VF : Justine Berger) : Mariatou
- Zephani Idoko (en) (VF : Mélissa Berard) : Sallay
- Jahleel Kamara (VF : Mélissa Berard) : Lamine
- Princess Adenike (VF : Amélia Ewu) : Nikki

 Source et légende : version française (VF) sur RS Doublage

## Production
Le 13 avril 2021, il est annoncé que Nikyatu Jusu ferait ses débuts en tant que réalisatrice avec Nanny, un film qu'elle a écrit et qui faisait partie de la liste noire 2020 des scénarios qui ne sortiront pas en salles au cours de cette année civile,. En juin 2021, Anna Diop, Michelle Monaghan, Sinqua Walls, Morgan Spector et Phylicia Rashād rejoignent le casting du film,,,.
La photographie principale commence à New York en juin 2021.

## Sortie
Le film a eu sa première mondiale au Festival du film de Sundance 2022, le 22 janvier.

## Distinction
- Festival du film de Sundance 2022 : Grand prix du jury[9]